# (100865) 1998 HA58
(100865) 1998 HA58 es un asteroide perteneciente al cinturón de asteroides, región del sistema solar que se encuentra entre las órbitas de Marte y Júpiter, descubierto el 21 de abril de 1998 por el equipo del Lincoln Near-Earth Asteroid Research desde el Laboratorio Lincoln, Socorro, Nuevo México, Estados Unidos.

## Designación y nombre
Designado provisionalmente como 1998 HA58. 

## Características orbitales
1998 HA58 está situado a una distancia media del Sol de 2,327 ua, pudiendo alejarse hasta 2,602 ua y acercarse hasta 2,051 ua. Su excentricidad es 0,118 y la inclinación orbital 2,180 grados. Emplea 1296,56 días en completar una órbita alrededor del Sol.

## Características físicas
La magnitud absoluta de 1998 HA58 es 16,7. Tiene 2,349 km de diámetro y su albedo se estima en 0,067. 